# GFAJ-1
A GFAJ-1 egy rúd alakú extremofil baktérium, mely egy 2010-ben a Science-ben megjelent cikk szerint foszforhiányos környezetben képes azt az általában mérgezőnek számító arzénnal helyettesíteni, fehérjék, lipidek és nukleotid-származékok – DNS, RNS, ATP – szintéziséhez egyaránt. A felfedezést azóta cáfolták.

## Felfedezése

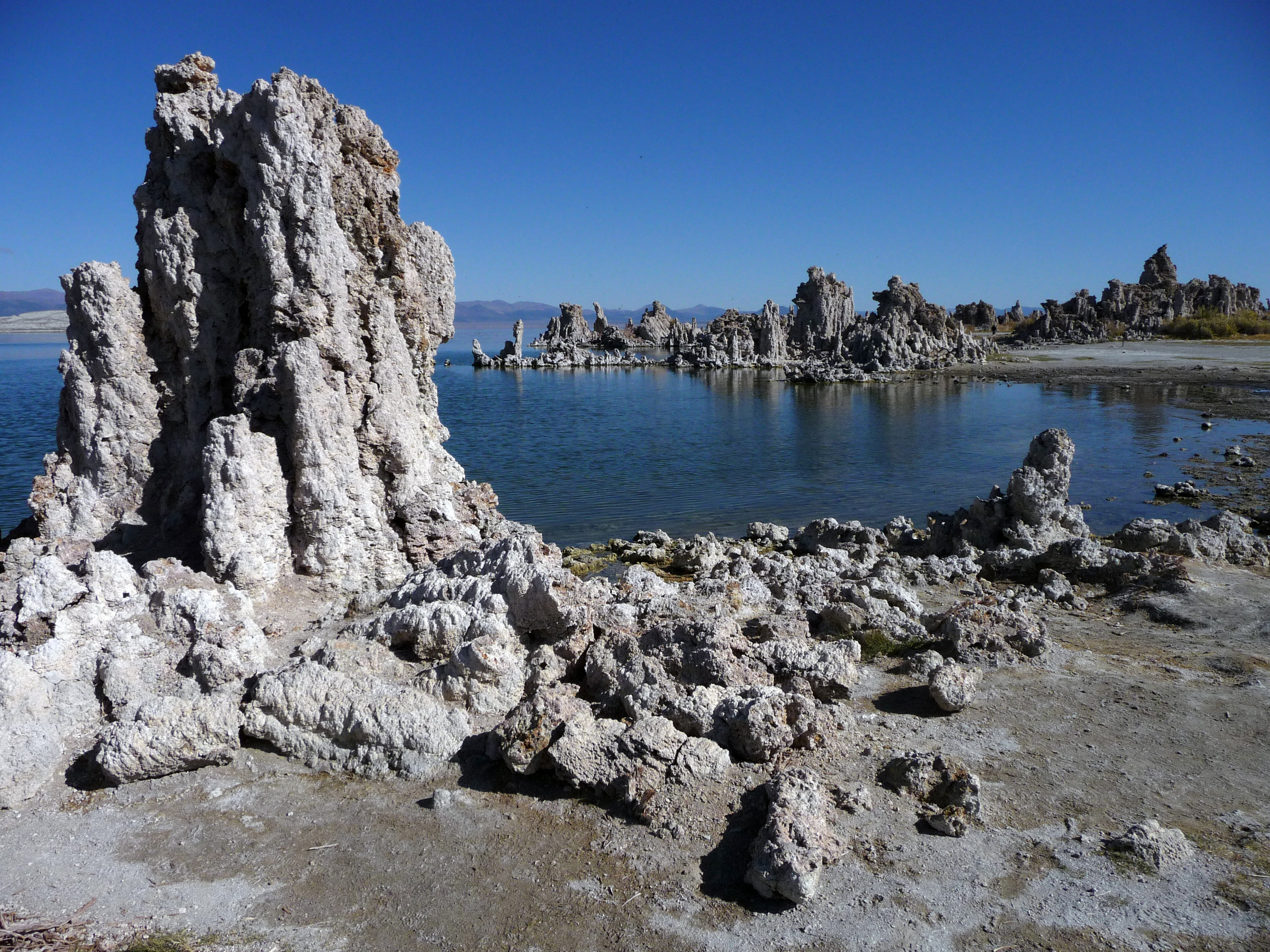
A GFAJ-1 baktérium lelőhelye: a kaliforniai Mono-tó

A GFAJ-1 organizmust Felisa Wolfe-Simon, a NASA asztrobiológusa fedezte fel az US Geologic Survey Menlo Parkban található laboratóriumában. A baktériumot tartalmazó mintákat a kaliforniai Mono-tónál gyűjtötték, az elkülönítésére irányuló kutatások 2009-ben kezdődtek. A tó magas sótartalmú és erősen lúgos, emellett az egyik legnagyobb természetben megtalálható arzénkoncentrációval bír. A felfedezést 2010. december 2-án hozták nyilvánosságra.

## Biokémiája
A GFAJ-1 nemzetségébe tartozó baktériumok többsége a sós vizet kedveli. Ezek a baktériumok képesek elviselni a magas arzéntartalmú környezetet, ám a NASA kutatói szerint GFAJ-1 ezen is túllép. Ha ugyanis a környezetben nem áll rendelkezésre elég foszfor, a baktérium képes arzént beépíteni a DNS-ébe, és így folytatni a növekedést. Wolfe-Simon cikkében azt írja, hogy az „elnyelt” arzén egytizede beépült a nukleinsavba. Kísérletében foszfortartalmú, arzéntartalmú és majdnem foszformentes (ami azonban a szennyeződések miatt 3,1 mikromol foszfátot tartalmazott), valamint kontrollként arzén és foszfor nélküli tápközegben figyelték a baktérium növekedését. A GFAJ-1 baktériumok foszforhiányos közegben is osztódtak, míg a kontroll mintában nem. Wolfe-Simon azt a következtetést vonta le, hogy az arzén ugyanazon a módon kapcsolódott az oxigénhez és a szénhez, mint a hagyományos DNS-ben. A kutató szerint minden kísérlete ugyanarra az eredményre vezetett: a GFAJ-1 képes arzénnal helyettesíteni a foszfort a DNS-ében, ezzel egyedülálló a Földön eddig felfedezett élőlények között.

## Kritikák
A felfedezést a tudományos társadalom meglehetős fenntartással fogadta. A Science 2011 júniusában számos, a cikkel foglalkozó kritikát közölt le, köztük két magyar kutató, Csabai István és Szathmáry Eörs cikkét is. A megjelent kritikák nem vonják kétségbe sem a baktérium létezését, sem az arzén DNS-be történő beépülésének lehetőségét, ugyanakkor rámutatnak, hogy a cikkben felsorolt bizonyítékok nem elegendőek ezen állítás igazolására. A kritikusok által megfogalmazott főbb kritikák:
- A tápközeget nem tisztították meg kellőképpen, így az elméletileg csak arzént tartalmazó közegben lehetett annyi foszfátszennyeződés, ami elég a DNS-szintézishez.
- Az arzén mért mennyisége jóval kisebb, mint a mérési módszer hibahatára, így az arzén jelenléte a sejtben megkérdőjelezhető.
- Ha jelen is volt a sejtben, az arzén beépülése a DNS-be az alkalmazott módszerrel nem igazolható (nem dönthető el, hogy kémiailag bekötött-e a DNS-be, vagy csak „rátapadt”).
- A DNS-tisztítás több lépését teljesen következetlenül kihagyták a kísérlet során.

Több kutató javasolta, hogy az eredmények helyességét ellenőrizzék további, pontosabb és megbízhatóbb kutatásokkal, például tömegspektrometriával.
Wolf-Simon szintén egy, a Science-ben megjelent cikkben válaszolt a kritikákra, amelyben kitartott álláspontja mellett, és kijelentette, hogy a kísérleteinek megismétlésére szívesen rendelkezésre bocsátják a baktériumtörzset, azonban újabb mérési eredményeket nem közölt.

## Jelentősége
A felfedezés, hogy a mikroorganizmus képes lehet felhasználni az arzént ahhoz, hogy felépítse saját alkotóelemeit annak ellenére, hogy nem áll rendelkezésre foszfor, a Földön kívüli élet kutatásában lehet jelentős. Egyesek szerint, amennyiben a felfedezés beigazolódik, megnövelheti annak az elméletnek a tudományos hitelét, mely szerint az élet arzénban gazdag hidrotermális hasadékokban alakulhatott ki, ahol a foszfor helyett az arzén volt a fontosabb építőelem. Ugyanakkor a baktérium egy evolúciósan új csoportba tartozik, így ha ki is alakult benne ez a képesség, az csak másodlagos, tehát nem szolgálhat közvetlen bizonyítékul a fenti elméletre.